# Festival Internacional de Cine de Cannes de 1983
El 36º Festival de Cine de Cannes se celebró entre el 9 al 24 de mayo de 1983. La Palma de Oro fue otorgada a La balada de Narayama de Shohei Imamura.
En 1983 se inauguró el Palais des Festivals et des Congrès, el nuevo edificio de los principales acontecimientos del festival. Inicialmente, muchos la describieron como "una casa de bloques de hormigón horrible", llamándolo "el búnquer". El festival se abrió con El rey de la comedia, dirigida por Martin Scorsese y se cerró con Juegos de guerra, dirigida por John Badham.

## Jurado

### Competición principal
Las siguientes personas fueron nominadas para formar parte del jurado de la competición principal en la edición de 1983:
- William Styron (EE.UU) Presidente
- Henri Alekan (Francia)
- Yvonne Baby (Francia) (periodista)
- Serguéi Bondarchuk (URSS)
- Youssef Chahine (Egipto)
- Souleymane Cissé (Malí)
- Gilbert de Goldschmidt (Francia)
- Mariangela Melato (Italia)
- Karel Reisz (GB)
- Lia Van Leer (Israel) (funcionario de la Cinemateca)

### Cámara d'Or
Las siguientes personas fueron nominadas para formar parte del jurado de la Caméra d'or de 1986: 
- Philippe Carcassonne (Francia)
- Dan Fainaru (Israel)
- Monique Gregoire
- Alexis Grivas (México)
- Adrienne Hancia (EE. UU.)
- Bernard Jubard (Francia)
- Jean-Daniel Simon (Francia)

## Selección oficial

### En competición – películas
Las siguientes películas compitieron por la Palma d'Or:
- El dinero de Robert Bresson
- La balada de Narayama de Shohei Imamura
- Carmen de Carlos Saura
- Los mejores años de mi vida de Martin Ritt
- La muerte de Mario Ricci de Claude Goretta
- Duvar de Yılmaz Güney
- Eréndira de Ruy Guerra
- Visszaesök de Zsolt Kézdi-Kovács
- Calor y polvo de James Ivory
- El rey de la comedia de Martin Scorsese
- Kharij de Mrinal Sen
- Feliz Navidad, Mr. Lawrence de Nagisa Oshima
- El sentido de la vida de Terry Jones
- La Lune dans le caniveau de Jean-Jacques Beineix
- Nostalgia de Andrei Tarkovsky
- Verano asesino de Jean Becker
- El sur de Víctor Erice
- Vokzal dlya dvoikh de Eldar Riazànov
- Historia de Piera de Marco Ferreri
- Gracias y favores de Bruce Beresford
- L'Homme blessé de Patrice Chéreau
- El año que vivimos peligrosamente de Peter Weir

### Un Certain Regard
Las siguientes películas fueron elegidas para competir en Un Certain Regard:
- Bella Donna de Peter Keglevic
- La bête lumineuse de Pierre Perrault
- Caballo salvaje de Joaquín Cortés
- Can She Bake a Cherry Pie? de Henry Jaglom
- Le certificat d'indigence de Moussa Bathily
- Les Années 80 de Chantal Akerman
- The Haircut de Tamar Simon Hoffs
- Mu Ma Ren de Xie Jin
- La matiouette ou l'arrière-pays de André Téchiné
- Nešto između de Srdjan Karanovic
- Faits divers  de Raymond Depardon
- Io, Chiara e lo scuro de Maurizio Ponzi
- Caméra d'Afrique de Férid Boughedir
- Ulysse de Agnès Varda
- Zappa de Bille August

### Películas fuera de competición
Las siguientes películas fueron elegidas para ser proyectadas fuera de competición:
- Angelo My Love de Robert Duvall
- Boat People d'Ann Hui
- Cammina, cammina de Ermanno Olmi
- Équateur de Serge Gainsbourg
- Holtpont de Ferenc Rofusz
- L'homme au chapeau de soie de Maud Linder
- Modori-gawa de Tatsumi Kumashiro
- Streamers de Robert Altman
- El ansia de Tony Scott
- The Wicked Lady de Michael Winner
- Utu de Geoff Murphy
- Juegos de guerra de John Badham

### Cortometrajes en competición
Los siguientes cortometrajes competían para la Palma de Oro al mejor cortometraje:
- Ad astra de Ferenc Cakó
- Un Arrivo de Dominique De Fazio
- The Butterfly de Dieter Müller
- Don Kichot de Krzysztof Raynoch
- L'Égout  de María Eugenia Santos
- La Fonte de Barlaeus de Pierre-Henry Salfati
- Haast een hand de Gerrit van Dijk, Jacques Overtoom, Peter Sweenen
- Je sais que j'ai tort mais demandez à mes copains ils disent la même chose de Pierre Levy
- The Only Forgotten Take of Casablanca de Charly Weller
- Too Much Oregano de Kerry Feltham

## Secciones paralelas

### Semana Internacional de la Crítica
Las siguientes películas fueron elegidas para ser proyectadas en la Semana de la Crítica (22º Semaine de la Critique):
Películas en competición
- Løperjenten de Vibeke Lokkeberg (Noruega)
- Yami no kānibaru de Masashi Yamamoto (Japón)
- Le Destin de Juliette de Aline Issermann (Francia)
- Faux fuyants de Alain Bergala, Jean-Pierre Limosin (Francia)
- Lianna de John Sayles (Estados Unidos)
- Menuet de Lili Rademakers (Bélgica/ Holanda)
- Adj király katonát de Pal Erdöss (Hongria)

### Quincena de Realizadores
Las siguientes películas fueron elegidas para ser proyectadas en la Quincena de Realizadores de 1983 (Quinzaine des Réalizateurs):
- Anguelos de Georges Katakouzinos
- Another Time, Another Place de Michael Radford
- Barbarosa de Fred Schepisi
- Bolwieser de Rainer Werner Fassbinder
- La rosa de los vientos de Patricio Guzmán
- Szerencsés Dániel de Pal Sandor
- Dead End Street de Yaky Yosha
- Demonios en el jardín de Manuel Gutiérrez Aragón
- Eisenhans de Tankred Dorst
- Grenzenlos de Josef Rödl
- La casa del tappeto giallo de Carlo Lizzani
- Rien qu'un jeu de Brigitte Sauriol
- Últimos días de la víctima de Adolfo Aristarain
- Un tipo genial de Bill Forsyth
- Miss Lonelyhearts de Michael Dinner (Brief mention in novel)
- Sem Sombra De Pecado de José Fonseca e Costa
- Xiao Jie de Yang Yanjin
- al-Inquita - Breakdown de Mohamed Chouikh
- Die flambierte Frau de Robert van Ackeren

Cortometrajes
- Alchimie de Michèle Miron, Richard Clark
- Conte Obscur de Manuel Gómez
- Dédicace de Marie Brazeau
- The Life And Death of Joe Soap de Lewis John Cooper
- Phalloctere de Manuel Gómez
- Saudade de Carlos Porto de Andrade Jr, Leonardo Crescenti Neto

## Premios

### Premios oficiales
Els galardonados en las secciones oficiales de 1983 fueron:
- Palma de Oro: La balada de Narayama de Shōhei Imamura
- Gran Premio del Jurado: El sentido de la vida de Terry Jones
- Mejor director:  Robert Bresson por El dinero y Andrei Tarkovsky por Nostalgia
- Mejor actriz: Hanna Schygulla por Historia de Piera
- Mejor actor: Gian Maria Volonté por La muerte de Mario Ricci
- Mejor contribución artística: Carmen de Carlos Saura
- Premio del Jurado:  Kharij de Mrinal Sen

Caméra d'or
- Caméra d'or:  Adj király katonát de Pál Erdöss
- Palma de Oro al mejor cortometraje: Je sais que j'ai tort mais demandez à mes copains ils disent la même chose de Pierre Levy
- Premio del Jurado al mejor cortometraje: The Only Forgotten Take of Casablanca de Charly Weller y Too Much Oregano de Kerry Feltham

### Premios independentes
Premios FIPRESCI
- Nostalgia de Andrei Tarkovsky (En competición)
- Szerencsés Dániel de Pál Sándor (Quincena de Realizadores)

Commission Supérieure Technique
- Gran Premio Técnico: Carmen de Carlos Saura

Jurado Ecuménico
- Premio del Jurado Ecuménico: Nostalgia de Andrei Tarkovsky

Premio de la Juventud
- Película extranjera: Miss Lonelyhearts de Michael Dinner